# Oligacanthorhynchus major
Oligacanthorhynchus major är en hakmaskart som först beskrevs av Machado 1963.  Oligacanthorhynchus major ingår i släktet Oligacanthorhynchus och familjen Oligacanthorhynchidae. Inga underarter finns listade i Catalogue of Life.